# Delegációminta
Szoftverfejlesztésben a delegációminta az objektumorientált programtervezési mintákhoz tartozik. Lehetővé teszi egy objektum-összetétel számára, hogy ugyanolyan jellegű kód-újrafelhasználást érjen el, mint például az öröklődés.
Delegálás során egy kérés úgy kezelődik, hogy egy objektum ezt a kérést egy második objektumra (a meghatalmazottra) átruházza. A meghatalmazott az csak egy segédobjektum az eredetinek a környezetével. A delegálás nyelvi szintű támogatásával ezt úgy hajtják végre implicit módon, hogy a "self" kulcsszó segítségével az eredeti (küldő) objektumra utalnak, és nem a megbízottra (a fogadó objektumra). A delegációmintában ezt inkább úgy érik el, hogy az eredeti objektumot közvetlenül a meghatalmazottnak adjuk át, például egy metódus változójaként. Vegyük figyelembe, hogy a "delegálást" gyakran helytelenül használják a továbbítás pontos fogalmaként, amikor a küldő objektum egyszerűen a fogadó objektum megfelelő tagját használja.
Vegyük figyelembe, hogy ez a cikk inkább a "kérések küldését/fogadását" mutatja be két objektum között, és nem az "objektum/meghatalmazott fogadását". Kihangsúlyozza, hogy mely objektumok küldik és fogadják a delegálási hívást, és nem pedig az eredeti hívást.

## Definíció
1994-ben Grady Booch a következő definícióját határozta meg a delegációnak:
|  | „A delegálás egy módja annak, hogy az objektum-összetétel ugyanolyan erőteljes legyen újrafelhasználás szempontjából, mint az öröklődés [Lie86, JZ91]. A delegálás során két objektum vesz részt a kérelem kezelésében: a fogadó objektum műveleteket "delegál" a megbízottjának. Ez hasonló az alosztályokhoz, amelyek továbbítják a kérelmeket a szülőosztályokhoz. De öröklés esetén az örökölt művelet mindig utalhat a fogadó objektumra a "this" kulcsszó használatával, például a C++ programozási nyelvben és a "self" kulcsszó használatával a Smalltalkban. A delegálással azonos hatás elérése érdekében a fogadó átadja magát a megbízottnak, hogy a delegált művelet magára a fogadóra utaljon. ” |
|  | |

## Példa
Az alábbi példában (a Kotlin programozási nyelv használatával) a Window osztály delegálja az area() metódus hívását a belső Rectangle objektumának (a megbízottjának).
```
class
 
Rectangle
(
val
 
width
:
 
Int
,
 
val
 
height
:
 
Int
)
 
{

    
fun
 
area
()
 
=
 
width
 
*
 
height

}

class
 
Window
(
val
 
bounds
:
 
Rectangle
)
 
{

    
// Delegation

    
fun
 
area
()
 
=
 
bounds
.
area
()

}

```

## Nyelvi támogatottság
Egyes nyelvek külön támogatják a beépített delegációt. Például ha a Kotlin programozási nyelven írnánk a példát:
```
interface
 
ClosedShape
 
{

    
fun
 
area
():
 
Int

}

class
 
Rectangle
(
val
 
width
:
 
Int
,
 
val
 
height
:
 
Int
)
 
:
 
ClosedShape
 
{

    
override
 
fun
 
area
()
 
=
 
width
 
*
 
height

}

class
 
Window
(
private
 
val
 
bounds
:
 
ClosedShape
)
 
:
 
ClosedShape
 
by
 
bounds

```

## Fordítás
- Ez a szócikk részben vagy egészben  a   Delegation pattern című angol Wikipédia-szócikk ezen változatának fordításán alapul.  Az eredeti cikk szerkesztőit annak laptörténete sorolja fel. Ez a jelzés csupán a megfogalmazás eredetét és a szerzői jogokat jelzi, nem szolgál a cikkben szereplő információk forrásmegjelöléseként.